# Makella
(Polibio, Storie, 1,24)
Makella (in latino Macella o Magella, in greco antico Μάκελλα) fu una città del nord-ovest della Sicilia citata da  Polibio, abitata dagli Elimi o dai Sicani, conquistata dai consoli romani Gaio Duilio e Gneo Cornelio Scipione Asina al ritorno dall'assedio di Segesta nel 260 a.C. Secondo Diodoro Siculo, i Romani l'avevano già assediata senza successo. Nel 211 a.C. la città si rivoltò in favore dei Cartaginesi, quando Marcello abbandonò la  Sicilia, ma venne sottomessa.
A detta di Cluverio, che nel 1629 la citò in alcuni suoi studi, la città sarebbe stata definitivamente distrutta nel II secolo a.C. insieme a Morgantina durante le guerre servili.

## Ubicazione
Sulla sua esatta ubicazione vi sono ipotesi contrastanti e corrisponderebbe
- alla moderna  località di Macellaro, 20 km circa ad est di Segesta;
- all'acropoli di Monte Rossomanno, in territorio di Valguarnera Caropepe, in provincia di Enna, secondo lo storico seicentesco Cluverio;
- all'area archeologica denominata "Montagnola" nei pressi di Marineo (paese 20 km a sud di Palermo)[2]
- alla contrada San Matteo di Bivona, in provincia di Agrigento[3].